# Olle Edström (ingeniero)
John Olof "Olle" Edström (Engelbrekt, Estocolmo 11 de mayo de 1926 – Danderyd, Suecia, 4 de agosto de 2011) fue un ingeniero de minas y director sueco.
Edström se graduó en 1950 como ingeniero de minas en el Real Instituto de Tecnología, donde obtuvo su doctorado en 1958. En 1960, se convirtió en jefe de investigación en acero en Sandviky en 1965 fue nombrado vicepresidente de la empresa. Desde 1970 hasta 1976, fue director general de Norrbottens järnverk AB (NJA), donde promovió el proyecto Stålverk 80. En 1977, regresó al KTH como profesor de tecnología de producción, especialmente en la industria minera y del acero.
Edström fue elegido miembro de la Real Academia de Ciencias de la Ingeniería en 1968 y en 1998 recibió la Medalla Brinell por sus contribuciones al desarrollo de la industria del acero en Suecia.